# Tönissteiner-Colnago (wielerploeg)/1999
Deze pagina geeft een overzicht van de Tönissteiner-Colnago-wielerploeg in 1999.

## Algemene gegevens
Sponsor: Colnago, Tönissteiner
Algemeen manager: Gérard Bulens
Ploegleiders: Willy Geukens
Fietsmerk: Colnago

## Lijst van renners
| Naam                     | Geboortedatum | Nationaliteit | Ploeg 1998                  |
| ------------------------ | ------------- | ------------- | --------------------------- |
| Nicolas Coudray          | 03-06-1967    | Zwitserland   |                             |
| Franky De Buyst          | 22-07-1967    | België        |                             |
| Johan De Geyter          | 15-04-1972    | België        | Palmans-Ideal               |
| Davy Delme               | 16-11-1972    | België        |                             |
| Niclas Ekström           | 15-12-1976    | Zweden        | Neo                         |
| Kees Hopmans             | 31-10-1964    | Nederland     |                             |
| Kristoffer Johansen      | 21-06-1973    | Zweden        | Neo                         |
| Juan-Carlos Lopez        | 26-04-1976    | Spanje        | Neo                         |
| Masahiko Mifune          | 08-01-1969    | Japan         |                             |
| Bert Roesems             | 14-10-1972    | België        | Vlaanderen 2002-Eddy Merckx |
| Eddy Torrekens           | 09-04-1971    | België        |                             |
| Michel Vanhaecke         | 24-09-1971    | België        | Ipso-Euroclean              |
| Marc Weisshaupt          | 07-07-1970    | Duitsland     | Team Gerolsteiner           |
|                          |               |               |                             |
| Morgan Fox (stagiair)    | 19-02-1974    | Ierland       |                             |
| Joran Keppens (stagiair) | 05-06-1974    | België        |                             |
| Tim Meeusen (stagiair)   | 07-11-1977    | België        |                             |

## Belangrijke overwinningen
| Circuit Franco-Belge 3e etappe: Bert Roesems Ronde van de Somme Eindklassement: Bert Roesems Kampioenschap van Vlaanderen Winnaar: Michel Vanhaecke |

1992 · 1993 · 1994 · 1995 · 1996 · 1997 · 1998 · 1999 · 2000 · 2001 · 2002 · 2003 · 2004 · 2005 · 2006 · 2007 · 2008 · 2009 · 2010 · 2011 · 2012 · 2013 · 2014